# Sant Pere de Castellnou d'Oluges
Sant Pere de Castellnou d'Oluges és l'església parroquial de Castellnou d'Oluges, al municipi de Cervera (Segarra), inclosa en l'Inventari del Patrimoni Arquitectònic de Catalunya

## Descripció
Església feta de paredat de pedres mal col·locades i de diferents mides. A l'interior de l'edifici es veu primerament el cor sota d'un arc carpanell. Presenta una nau central amb capelles laterals, en dues d'elles hi ha dos sarcòfags gòtics:
1- Caixa que descansa sobre dos blocs de pedra. La part frontal està ricament esculpida amb una mena de figures trilobades emmarcades en motllures llises. La tapa reprodueix els mateixos motius que la caixa, però a més té l'escut nobiliari i la figura d'un castell.
2- Caixa de pedra en la qual es poden veure dos escuts nobiliaris, dins els quals hi ha la imatge d'un castell amb tres torres, la central més alta que les laterals i amb tres portes corresponents a la zona central, que queden separades per panys de paret. Entre els dos escuts de la caixa hi ha un relleu rodó. A la tapa hi ha tres escuts idèntics als dos laterals de la caixa.
El sostre presenta volta d'aresta, amb claus que se situen a l'encreuament dels nervis. Els murs laterals presenten contraforts i petites obertures. A la capçalera, al costat dret, hi ha el campanar de planta quadrada amb quatre obertures. La porta d'accés a l'església és rectangular i ve situada al fons d'un llindar botzinat format per un sistema de motllures cadascuna de les quals presenta una triple incisió que limita dos cordons, el superior dels quals és més ample que l'inferior. A la llinda observem una motllura amb relleu que es recolza en dues mènsules amb decoració anàloga a la de la resta de la porta. A sobre d'aquesta hi ha un frontó limitat sobre un arc rebaixat que descansa en dues cartel·les. Al centre, dos lleons sostenen l'escut de la família que devia ajudar en la construcció de l'església. A l'esquerra hi ha l'escut d'un castell amb dues torres i a l'altre costat un amb una creu damunt una bola. Per damunt de tota l'estructura hi ha un escut romboïdal amb un motiu recurrent: un castell amb tres torres.

## Notícies històriques
L'església parroquial de Sant Pere, refeta al s. XVI, conserva dos sarcòfags de pedra de les famílies Oluja i Castellnou. No en queda res del retaule que obrà durant el primer terç del s. XVI el pintor Joan Pau Guardiola, dit “lo Mut”. Les referències heràldiques de la façana són una característica especial del poble de Castellnou d'Oluges.